# Henri Padou (1898-1981)
Pour les articles homonymes, voir Henri Padou.
Henri Padou, né le 15 mai 1898 à Roubaix et mort le 19 novembre 1981 à Wasquehal, est un joueur de water-polo et nageur français.
Avec les Enfants de Neptune de Tourcoing, il possède le plus grand palmarès français au niveau national avec 25 championnats de France de water-polo et 10 titres de champion de France de natation.
Il est médaillé d'or aux Jeux olympiques d'été de 1924 à Paris et de bronze aux Jeux olympiques d'été de 1928 à Amsterdam. Il participe à quatre Jeux olympiques (1920, 1924, 1928 et 1936).
Membre de l'International Swimming Hall of Fame, il est considéré comme l'un, voire le plus grand joueur de water-polo de tous les temps. Son fils Henri est aussi nageur.

## Biographie
Henri Padou, naît le 15 mai 1898 à Roubaix. Ses parents sont Henri Padou, garçon boucher, né à Ere en Belgique et Alfonsine Ferraille, ménagère. Henri Padou vient au monde dans la maison de ses parents, rue de la Vigne dans le hameau dit de la Grande Vigne. La famille déménage vers 1900 à Tourcoing, au Contour de L'abattoir. Henri Padou à deux sœurs, Élise et Angèle. Il se marie avec Irène Jeanne Delannoy en 1925 à Tourcoing et aura un fils en 1928, Henri Padou. Il tient une boucherie–triperie aux anciennes halles en face de l’Église Saint-Christophe de Tourcoing. Il décède à la maison de cure médicale de Wasquehal.

## Carrière

### Water-polo
Il est 25 fois champion de France de 1919 à 1946 avec les Enfants de Neptune de Tourcoing.
Avec l'équipe de France, lors des Jeux olympiques de 1920, il est éliminé au premier tour face au Brésil sur le score de 5 buts à 1.
Il est champion olympique en 1924 à Paris à la piscine des Tourelles devant 9 000 spectateurs. L'équipe de France bat au premier tour, l'équipe des États-Unis qui compte Johnny Weissmuller. Lors de ce match, Il prend la balle quatre fois de suite à ce dernier. Le public enthousiasmé par la rencontre fait en sorte de faire jouer les deux hymnes lors de la remise des médailles, fait unique dans les annales olympiques.
Il est vice-champion d'Europe le 3 septembre 1927 à Bologne, occupant alors le poste de demi, avec Paul Dujardin dans les buts. Il remporte la médaille de bronze aux Jeux olympiques d'été de 1928.
En juillet 1929, il fait partie de l'équipe de France qui bat celle d'Allemagne alors Championne olympique en 1928, aux Tourelles. Par contre en août de la même année il ne peut que terminer cinquième du Tournoi International européen de Budapest, sur six nations engagées. Avec l'équipe de France de water-polo, il compte 112 sélections nationales.
Il participe aux Jeux olympiques d'été de 1936 où l'équipe de France finit 4e.

### Natation
Henri Padou est cinq fois champion de France sur 100 mètres nage libre (1921, 1922, 1923, 1925 et 1927), trois fois champion de France sur 400 mètres nage libre (1922, 1923 et 1925), une fois champion de France sur 200 mètres nage libre en 1921 (recordman sur la distance en décembre 1922), et une fois champion de France sur 200 mètres quatre nages en 1921 (soit 10 titres nationaux en natation). Il est deuxième du Grand Prix de Paris en 1922 (sur 100 mètres, dans un bras de La Seine proche du parvis de Notre-Dame), et quatrième de la Traversée de Paris à la nage, en catégorie amateur, en 1923.
Il continue de suivre l'équipe de France en assistant notamment aux Jeux olympiques d'été de 1956. Il est membre de l'International Swimming Hall of Fame en 1970. Il y est écrit : Le plus grand joueur de water-polo de tous les temps.

## Distinction
- Grand Prix de la Presse Sportive 1939.
- Membre de l'International Swimming Hall of Fame 1970.

## Anecdotes
Il jouissait d'un telle popularité qu'il reçut un jour une lettre de Chine dont l’adresse comportait seulement "Henri Padou France".
Le water-polo avec la médaille d'or aux Jeux olympiques d'été de 1924, fut l’unique sport collectif à décrocher une médaille d’or aux Jeux jusqu’en 1984, date à laquelle le football décrochera le titre suprême après son succès sur le Brésil 2-0.
Il était ami avec Johnny Weissmuller. Ce dernier et lui faisaient des training de plage.

## Galerie

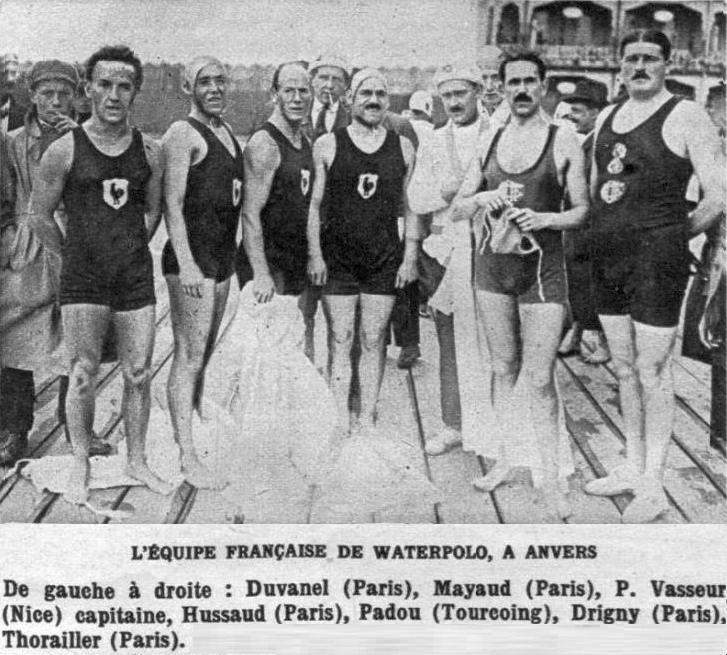
L'équipe de France de water-polo aux JO d'Anvers en 1920.
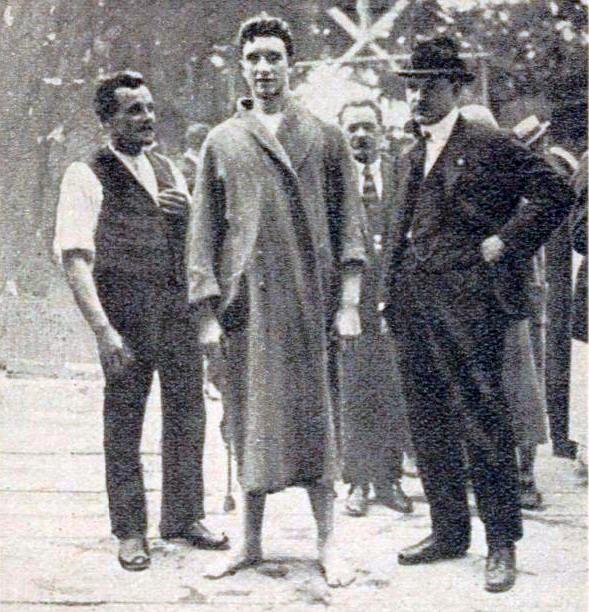
Henri Padou, détenteur du record de France du 200 mètres en 1922.
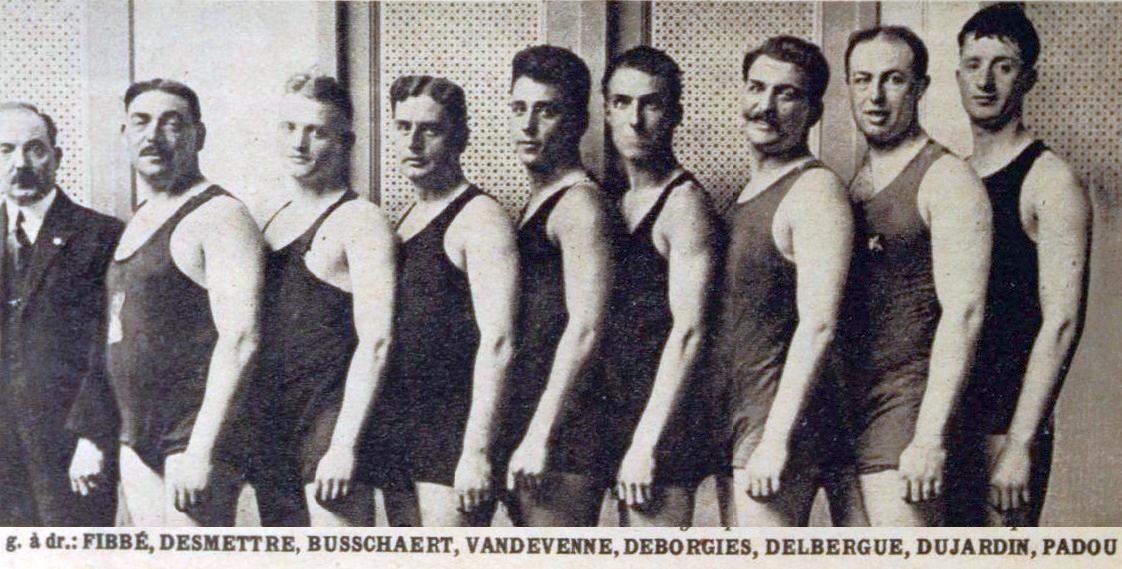
Henri Padou avec les Enfants de Neptune de Toucoing en 1923.
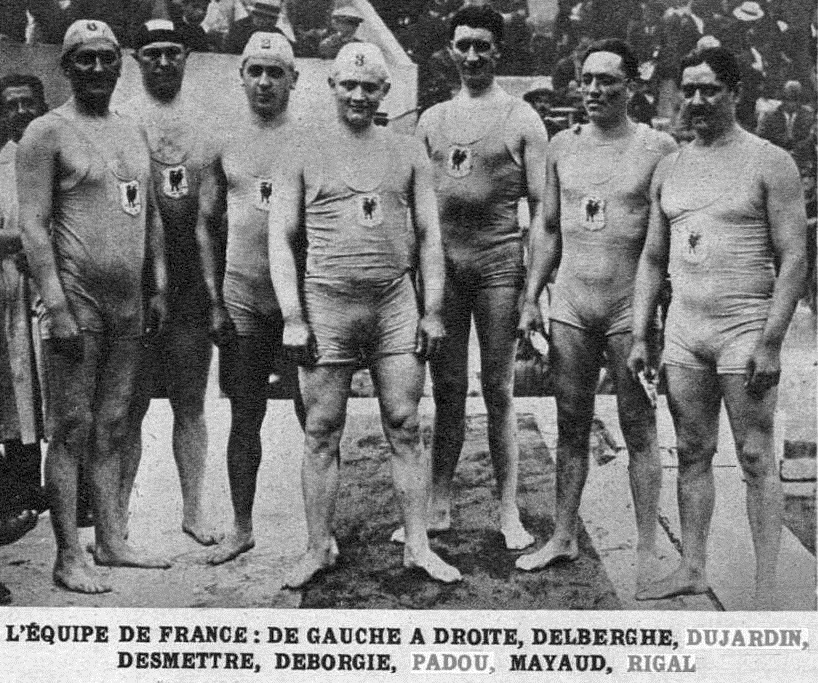
Henri Padou avec l'équipe de France, championne olympique en 1924.
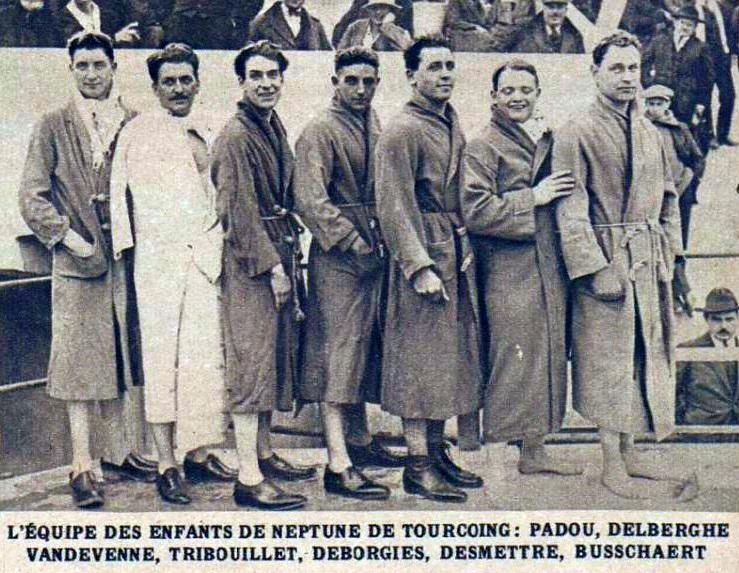
Henri Padou avec l'équipe des enfants de Neptune de Tourcoing en 1925.
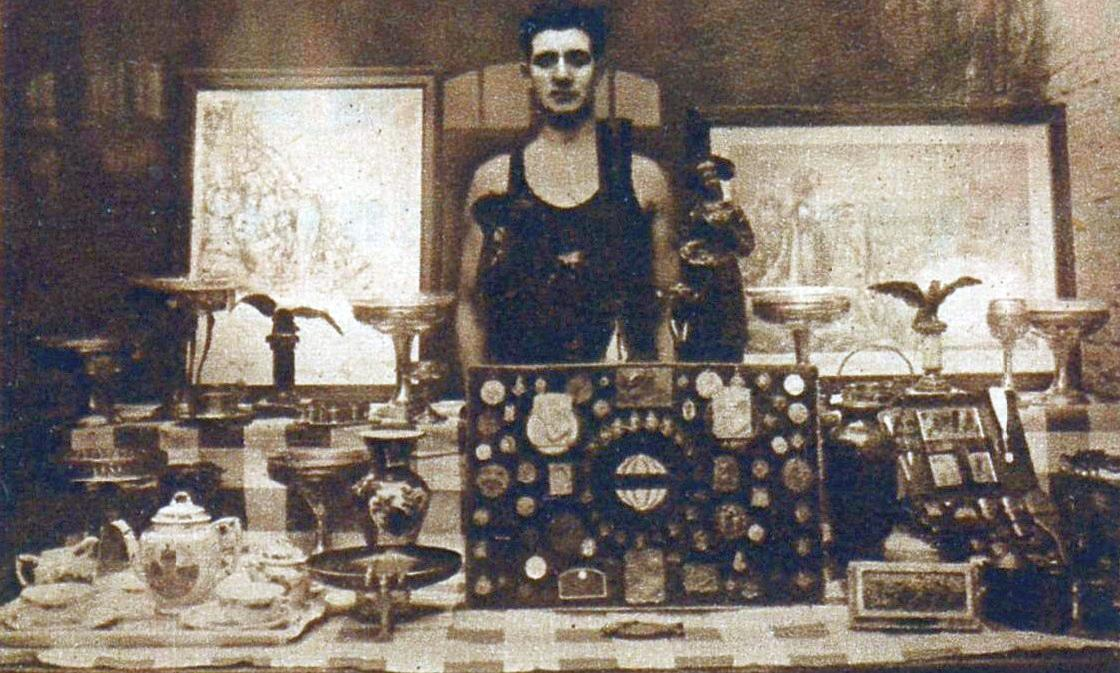
Henri Padou devant ses trophées en mai 1928.
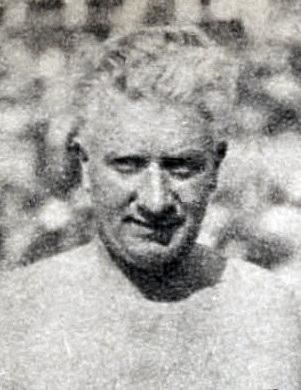
Henri Padou en 1943